# Montegrosso Pian Latte
Montegrosso Pian Latte (im Ligurischen: Muntegrùssu) ist eine norditalienische Gemeinde mit 111 Einwohnern (Stand 31. Dezember 2023) in der Region Ligurien, politisch gehört sie zur Provinz Imperia.

## Geographie
Montegrosso Pian Latte liegt auf einer schmalen Terrasse am Fuße des 1882 Meter hohen Monte Monega. Die 721 Meter hoch gelegene Gemeinde dominiert den oberen Abschnitt des Valle Arroscia.
Das von der Landwirtschaft geprägte Montegrosso ist bei Naturfreunden beliebt und verfügt über zahlreiche Ferienwohnungen. Verschiedene Wanderwege erlauben Spaziergänge, Wanderungen oder Ausflüge mit dem Mountainbike. Im Winter ist in den höhergelegenen, nördlichen Zonen Tourenskilauf möglich.
Montegrosso Pian Latte gehört zu der Comunità Montana Alta Valle Arroscia und ist circa 30 Kilometer von der Provinzhauptstadt Imperia entfernt.
Nach der italienischen Klassifizierung bezüglich seismischer Aktivität wurde die Gemeinde der Zone 3 zugeordnet. Das bedeutet, dass sich Montegrosso Pian Latte in einer seismisch wenig aktiven Zone befindet.

## Klima
Die Gemeinde wird unter Klimakategorie F klassifiziert, da die Gradtagzahl einen Wert von 3093 besitzt. Das heißt, Montegrosso Pian Latte unterliegt nicht der in Italien gesetzlich geregelten Heizperiode.